# Brachionidium jesupiae
Brachionidium jesupiae är en orkidéart som beskrevs av Carlyle August Luer. Brachionidium jesupiae ingår i släktet Brachionidium och familjen orkidéer. Inga underarter finns listade i Catalogue of Life.